# La Péri (Burgmüller)
Pour l’article homonyme, voir La Péri (Dukas).
La Péri est un ballet en deux actes et trois tableaux de Théophile Gautier, chorégraphie de Jean Coralli, musique de Friedrich Burgmüller, représenté à l'Opéra de Paris le 22 février (17 juillet 1843).
Carlotta Grisi et Lucien Petipa y interprètent les rôles principaux.
L'histoire racontée est une adaptation pour le ballet de la nouvelle de Théophile Gautier La Mille et Deuxième Nuit (Gautier), racontant les périples amoureux d'un jeune égyptien et d'une péri.
Thomas Moore avait mis en scène les péris dans The Story of Paradise and Peri, dans le poème d'inspiration orientale Lalla Rook 1817.
Avec Giselle, La Péri fut l'un des ballets romantiques de plus grand succès. Il présentait tous les aspects en vogue à l'époque: l'exotisme, l'élément surnaturel, une vision de la femme spiritualisée, ainsi qu'une intrigue pleine de passion.
Les chorégraphes de l'époque n'ayant pas peur des métissages, on trouve dans ce ballet, qui pourtant était situé dans un pays arabe, un pas espagnol s'inspirant du style tacqueté de Fanny Elssler. Le pretexte des danses de différents pays est donné par le choix qu'Achmet doit faire d'une esclave, entre plusieurs jolies danseuses de différente provenance.
Une célèbre scène du ballet dite Pas du songe, représentant la vision qu'Achmet avait du Paradis des péris, culminait de façon périlleuse dans un saut que la Péri effectuait du haut d'un décor, pour tomber directement dans les bras du prince.
Au cours d'une autre scène acclamée par le public de l'époque, le Pas de l'abeille, la Péri fuyant une abeille, se dépouillait progressivement d'une grande partie de son costume en effectuant un des premiers strip-teases, d'ailleurs très pudique.

## Galerie

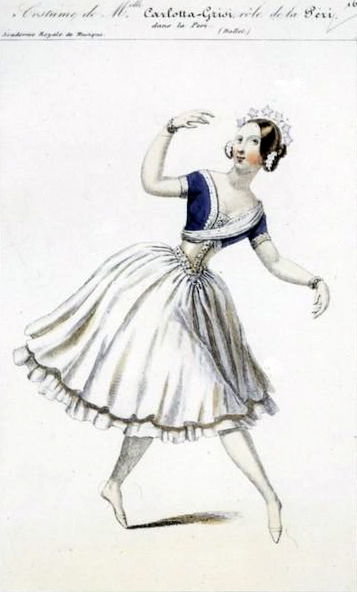
La Péri, Carlotta Grisi, maquette de costume de Marquet, 1843
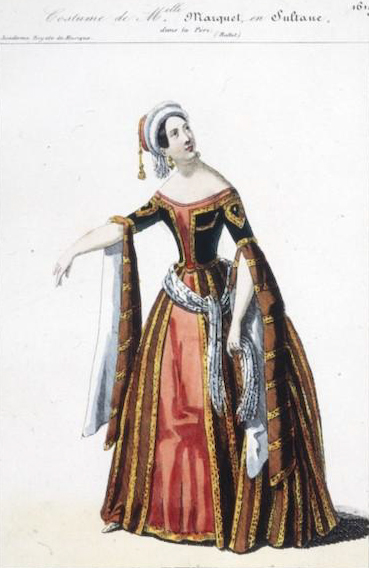
La Sultane, maquette de costume de Marquet,  1843
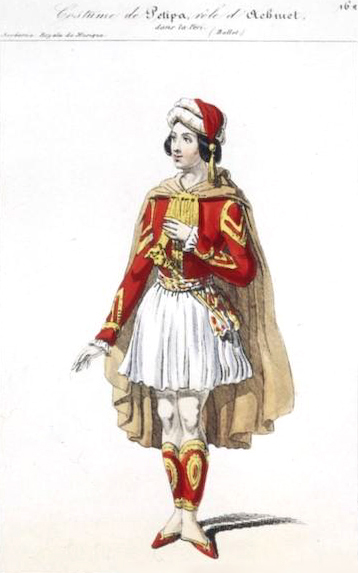
1. Achmet Lucien Petipa, maquette de costume de Marquet,  1843

## Discographie
- Orchestre Symphonique de Londres, dirigé par Richard Bonynge, en 1968, publié en CD par Decca, dans le coffret "Fête du Ballet"